# Antonio Méndez de Vigo

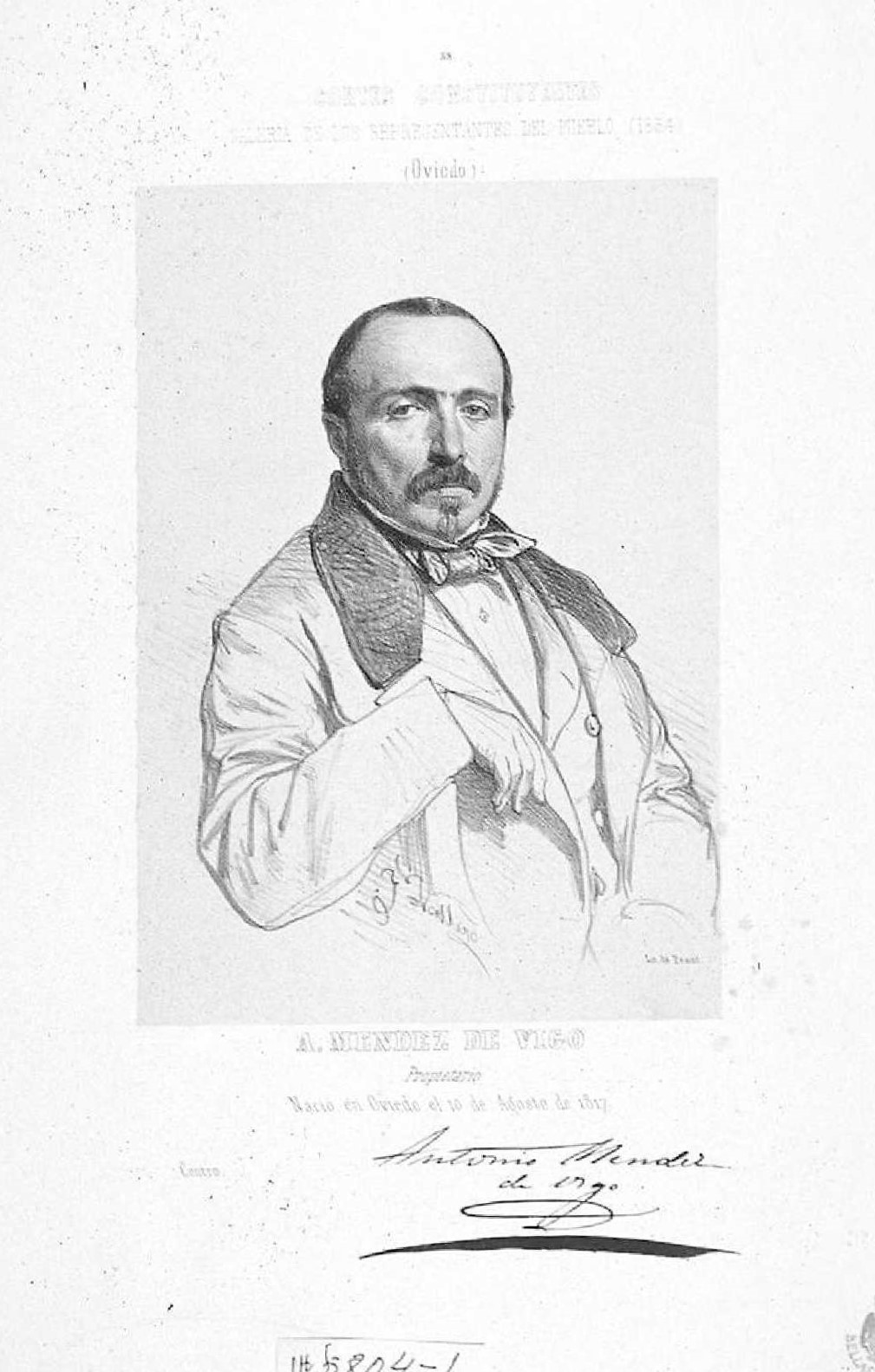
Retrato de Antonio Méndez de Vigo por José Vallejo y Galeazo para Cortes Constituyentes. Galería de los representantes del pueblo, 1854, Establecimiento Litográfico de Peant. Inscripción: «A. Méndez de Vigo / Propietario / Nació en Oviedo el 10 de Agosto de 1817. / Centro». Biblioteca Nacional de España.

Antonio Méndez de Vigo (Oviedo, 10 de agosto de 1817-Madrid, 8 de abril de 1872) fue un propietario y político español. Diputado al Congreso por la circunscripción de Oviedo en las legislaturas de 1843 y constituyente de 1854 y por la circunscripción de Valladolid, distrito de Medina de Rioseco, en las de 1858, 1863 y 1864. En 1865 volvió a serlo por la circunscripción de Oviedo, distrito de Avilés. En los comicios de 1869, elegido diputado a Cortes constituyentes por los distritos de Avilés en Asturias y de Valladolid, optó por la representación de este último. En 1871-1872 pasó al Senado elegido por la provincia de Oviedo.
Hijo de Pedro Méndez de Vigo, general, se inició en la vida política muy joven en las filas del partido progresista y como voluntario nacional, combatiendo a las facciones carlistas en Asturias. Tomó parte en la Revolución de 1854 como vocal de la junta de Gobierno establecida en el Principado y fue elegido diputado a Cortes. En ellas evolucionó hacia posiciones de centro y, tras la contrarrevolución de 1856, se adscribió a la Unión Liberal. Su historia posterior, dicen los redactores de Los diputados pintados por sus hechos, es la historia de la unión liberal. Gobernador civil de Toledo en 1856, de donde pasó al gobierno civil de Valladolid, dimitió al ser cesado Leopoldo O'Donnell de la presidencia del Gobierno antes de finalizar el año. Luego, con Posada Herrera en el ministerio de la Gobernación, ocupó también brevemente el gobierno civil de Valencia hasta su elección como diputado por Valladolid. Siguiendo las directrices de su partido se adhirió a la Revolución de 1868 y de octubre a diciembre de ese año fue uno de los alcaldes del ayuntamiento de Madrid.
Diputado a Cortes por Valladolid, en los debates constitucionales de 1869 en torno a la cuestión religiosa, siendo contrario a la libertad de cultos, defendió, junto con el también unionista Augusto Ulloa la posibilidad de una pacífica convivencia entre la tolerancia religiosa y la conservación de la unidad religiosa en torno a la Iglesia católica como religión mayoritaria, tal como, según entendía, se contemplaba en el artículo 14 de la non nata Constitución de 1856, en cuyos debates también había participado.
Defensor de la candidatura al trono del duque de Montpensier, lo acompañó a Hendaya en julio de 1871 cuando con su familia decidió abandonar España, una vez proclamado rey Amadeo de Saboya.
Falleció en Madrid el 8 de abril de 1872. Según el diario La Época solo unos días antes había regresado a Madrid desde Marsella, donde había visitado al duque de Montpensier, quien habría tratado de disuadirlo de emprender el viaje, por hallarse ya gravemente enfermo. En el Senado, en la sesión del 18 de mayo de 1872, Estanislao Suárez Inclán, compañero de partido y sucesor en el escaño, le dedicó unas palabras de afectuoso recuerdo en las que, calificándolo de «patricio esclarecido y virtuoso y honrado ciudadano», destacaba que había bajado al sepulcro «sin que luciese en su modesto frac la más insignificante condecoración del Estado».
Estuvo casado con Modesta Fernández en primeras nupcias y en 1856, viudo, con Carmen Núñez de Arenas Bravo. En el momento de su muerte era administrador del ferrocarril del Norte y director gerente de la Sociedad Especial Minera El Porvenir de Asturias.